# آگوستینا د آراگون
آگوستینا ریموندا ماریا ساراگوسا دومنک (به اسپانیایی: Agustina Raimunda María Saragossa Domènech) یا آگوستینای آراگون (۴ مارس ۱۷۸۶ - ۲۹ مه ۱۸۵۷) قهرمان اسپانیایی بود که در طول جنگ شبه‌جزیره، ابتدا به عنوان یک غیرنظامی و سپس به عنوان یک افسر حرفه‌ای در ارتش اسپانیا از کشورش دفاع کرد.
او که به عنوان «ژان دارک اسپانیایی» شناخته می‌شود، موضوع بسیاری از فولکلورها، آثار حماسی و اسطوره‌ای و آثار هنری، از جمله طرح‌هایی از فرانسیسکو گویا و شعرهای لرد بایرون بوده است.

## محاصره ساراگوسا
در تابستان ۱۸۰۸، ساراگوسا یکی از آخرین شهرهای شمال اسپانیا بود که به تصرف نیروهای ناپلئون بناپارت درنیامد و بنابراین، در زمان اولین محاصره ساراگوسا (۱۸۰۸)، با شمار زیادی از پناهندگان فراری از نیروهای بناپارت که در حال پیشروی بودند، مواجه شد. در اوایل ژوئن، فرانسوی‌ها شروع به پیشروی در ساراگوسا کردند، جایی که حدود ۴۵۰ سال هیچ جنگی ندیده بود و توسط یک نیروی محلی کوچک تحت فرمان خوزه د پالافوکس کنترل می‌شد.
در ۱۵ ژوئن ۱۸۰۸، ارتش فرانسه به پورتیلو، دروازه باستانی شهر که توسط یک مجموعه نامنظم توپ‌های قدیمی و یک واحد داوطلب دفاع می‌شد، یورش برد. آگوستینا که با سبدی از سیب برای غذا دادن به توپچی‌ها، نزدیک استحکامات شده بود، شاهد از پا درآمدن مدافعان خط مقدم بود که هدف سرنیزه فرانسویان قرار می‌گرفتند. سربازان اسپانیایی با متحمل شدن تلفات سنگین صفوف خود را شکستند و پست‌های خود را رها کردند. در حالی که نیروهای فرانسوی چند متر دورتر بودند، خود آگوستینا به پیش شتافت و با پر کردن یک توپ روشن کردن فیوز آن، موجی از مهاجمان را در محدوده مورد هدف در هم کوبید.
منظره یک زن تنها که با شجاعت توپ‌های جنگی را علیه دشمن به کنترل خود درآورده، نیروهای اسپانیایی فراری و سایر داوطلبان را برای بازگشت و کمک به او برانگیخت. پس از یک مبارزه خونین، فرانسوی‌ها از حمله به ساراگوسا دست کشیدند و محاصره خود را برای چند هفته کوتاه رها کردند و سپس بازگشتند تا راهی دیگر را برای نفوذ به شهر بیازمایند. در حالی که تلفات انسانی از هر دو طرف بسیار بالا رفته بود و دفاع از شهر ناممکن به نظر می‌رسید، سرانجام پالافوکس مجبور شد شهر را به فرانسوی‌ها تسلیم کند. با وجود شکست نهایی، اقدام آگوستینا الهام‌بخش طرف مقابل فرانسوی‌ها شد.
سوابق اولیه در مورد آگوستینا نشان‌گر آن است که او زنی به شدت میهن پرست و یا پارسا نبود، بلکه یک دختر معمولی بود که برای جنگیدن انگیزه داشت. در آداب و رسوم آن زمان، انجام وظایف «مردانه» توسط زنان تابو و مورد نکوهش بود. با این حال، از آنجایی که پادشاه اسپانیا زندانی در فرانسه، برگزیده خداوند دانسته می‌شد، کلیسا نبرد علیه اسیرکنندگان را وظیفه تمام اسپانیایی‌ها اعلام کرد.